# Municipio Hueypoxtla
Koordinaten: 19° 55′ N, 99° 3′ W
Hueypoxtla ist ein Municipio im mexikanischen Bundesstaat México. Es gehört zur Zona Metropolitana del Valle de México, der Metropolregion um Mexiko-Stadt. Der Sitz der Gemeinde ist das gleichnamige Hueypoxtla. Die Gemeinde hatte im Jahr 2010 39.864 Einwohner, ihre Fläche beträgt 235,2 km².

## Geographie
Hueypoxtla liegt im Norden des Bundesstaates México, etwa 50 km nördlich von Mexiko-Stadt.
Das Municipio grenzt im Norden an Ajacuba und San Agustín Tlaxiaca im Bundesstaat Hidalgo, im Osten an Tolcayuca (Hidalgo), im Südosten an Tizayuca (Hidalgo), im Süden an Zumpango, im Westen an Tequixquiac und Apaxco (alle México).

## Bevölkerung

Karte des Municipios

Hueypoxtla zählte im Jahr 2010 39.864 Einwohner.

### Größte Orte
| Städte                  | Einwohner |
| Gemeinde                | 39.864    |
| Santa María Ajoloapan   | 09.185    |
| San Marcos Jilotzingo   | 08.523    |
| San Francisco Zacacalco | 07.420    |
| Hueypoxtla              | 03.989    |